# Лантратов, Владислав Валерьевич
Владисла́в Вале́рьевич Лантра́тов (род. 8 октября 1988, Москва) — артист балета, с 2013 года — премьер Большого театра. Сын танцовщика Валерия Лантратова. Заслуженный артист России (2018).

## Биография
Родился в балетной семье и в девять лет поступил в Московскую академию хореографии, где его педагогами были Игорь Уксусников, Леонид Жданов, а затем Илья Кузнецов.
После выпуска в 2006 году по классу И. Кузнецова был принят в балетную труппу Большого театра. В 2013 году был возведён в ранг премьера. Репетировал под руководством Михаила Лавровского и Валерия Лагунова, затем его репетитором стал Александр Ветров. 
В 2018 году награждён почётным званием «Заслуженный артист Российской Федерации». 
Участник спектаклей Мариинского театра, Михайловского театра, Новосибирского государственного академического театра оперы и балета, Ростовского государственного музыкального театра, Штутгарского балета, балета Монте-Карло, театра Сан-Карло, Эстонского национального балета, Грузинского театра оперы и балета им. З. Палиашвили. 
Участник Международного фестиваля балета «Мариинский», Международного фестиваля балета «В честь Екатерины Максимовой» (Челябинск), Фестиваля классического балета им. Аллы Шелест (Самара).

### Семья
Отец — Валерий Лантратов, (р. 1958), премьер балета Московского музыкального театра имени К. С. Станиславского и Вл. И. Немировича-Данченко (1977—1992), солист Кремлёвского балета (1993—2000), Народный артист России (1997).
Мать — Инна Лещинская, (1944—2005), солистка балета Московского музыкального театра имени К. С. Станиславского и Вл. И. Немировича-Данченко (1962—1986), педагог—балетмейстер Московского театра Ленком (1988—2005), заслуженная артистка России (2002).
Брат — Антон Лещинский (р. 1973), артист балета Большого театра (1992—2008), с 1997 преподаёт сценический танец в Театральном училище им. М. Щепкина (доцент кафедры пластического воспитания актёра), с 1999 — в РАТИ-ГИТИСе (доцент кафедры сценического танца), с 2006 — педагог—балетмейстер Московского театра Ленком, с 2007 — аспирант кафедры хореографии и балетоведения Московской государственной академии хореографии, заслуженный артист России (2015).
Жена — Мария Александрова, прима-балерина Большого Театра.

## Репертуар вБольшом театре

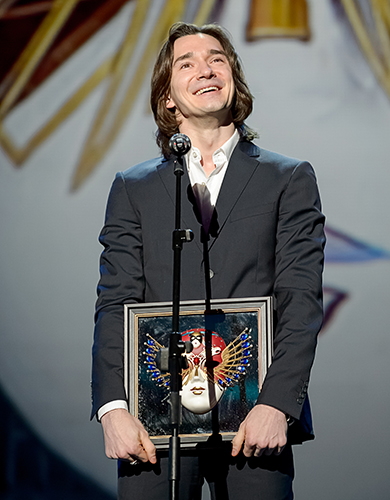
Владислав Лантратов на церемонии награждения премии «Золотая маска» 2015 года

- 2006 — «Кармен-сюита», балетмейстер А. Алонсо — Фламенко
- 2006 — «Раймонда», редакция Ю. Григоровича — Гран па
- 2006 — «Щелкунчик», балетмейстер Ю. Григорович — финальный вальс и апофеоз
- 2007 — «Серенада», хореография Дж. Баланчина — Солист — первый исполнитель
- 2007 — «Класс-концерт», хореография А. Мессерера — Солист
- 2007 — «Баядерка», редакция Ю. Григоровича — Толорагва
- 2008 — «Сильфида», хореография А. Бурнонвиля, редакция Й. Кобборга — Гурн
- 2008 — «Игра в карты», балетмейстер А. Ратманский — Солист
- 2008 — «Пламя Парижа», балетмейстер А. Ратманский с использованием хореографии В. Вайнонена — Филипп
- 2008 — «Чиполлино», балетмейстер Г. Майоров — Граф Вишенка
- 2008 — «Русские сезоны», балетмейстер А. Ратманский — Пара в синем — первый исполнитель
- 2009 — «Светлый ручей», балетмейстер А. Ратманский — Классический танцовщик
- 2009 — «Лебединое озеро», редакция Ю. Григоровича — Злой гений
- 2009 — «Эсмеральда», хореография М. Петипа, постановка и новая хореография Ю. Бурлаки и В. Медведева — Флоран и Актеон
- 2010 — «Ромео и Джульетта», балетмейстер Ю. Григорович — Граф Парис
- 2010 — Большое классическое па из балета «Пахита», редакция Ю. Бурлаки — Па-де-труа
- 2010 — «Раймонда», редакция Ю. Григоровича — Бернар
- 2010 — «Спящая красавица», редакция Ю. Григоровича — Принц Фортюне и Голубая птица
- 2011 — «Щелкунчик», балетмейстер Ю. Григорович — Щелкунчик-принц
- 2011 — «Эсмеральда», хореография М. Петипа, постановка и новая хореография Ю. Бурлаки и В. Медведева — Феб
- 2011 — «Утраченные иллюзии», балетмейстер А. Ратманский — Люсьен
- 2011 — «Chroma», балетмейстер Уэйн МакГрегор — Солист — первый исполнитель
- 2011 — «Дон Кихот», редакция А. Фадеечева — Базиль
- 2011 — «Спящая красавица», новая хореографическая редакция Юрия Григоровича — Голубая птица
- 2012 — «Баядерка», редакция Ю. Григоровича — Солор
- 2012 — «Драгоценности[англ.]», I часть на музыку Г. Форе, хореография Дж. Баланчина — Солист (две ведущие пары) / «Изумруды» — участник премьеры в Большом театре
- 2012 — «Классическая симфония», постановка Ю. Посохова — Солист / две пары — участник премьеры в Большом театре
- 2012 — «Dream of Dream», постановка Й. Эло — Солист / дуэт
- 2012 — «Дочь фараона», постановка П. Лакотта по М. Петипа — Рыбак
- 2012 — «Аполлон Мусагет[англ.]» И. Стравинского, хореография Дж. Баланчина — Аполлон
- 2012 — «Иван Грозный», хореография Ю. Григоровича — «Иван Грозный»
- 2013 — «Корсар», хореография М. Петипа, постановка и новая хореография А. Ратманского и Ю. Бурлаки — Конрад
- 2013 — «Спартак», хореография Ю. Григоровича — Красс
- 2013 — «Онегин», хореография Дж. Кранко — Онегин — Первый исполнитель в Большом театре
- 2014 — «Дама с камелиями», хореография Дж. Ноймайера — Арман Дюваль
- 2014 — «Раймонда», редакция Ю. Григоровича — Жан де Бриен
- 2014 — «Укрощение строптивой», хореография Ж.-К. Майо[англ.] — Петруччо — первый исполнитель
- 2014 — «Легенда о любви», хореография Ю. Григоровича — Ферхад — участник премьеры в Большом театре
- 2014 — «Лебединое озеро», редакция Ю. Григоровича — Принц Зигфрид — дебют состоялся на гастролях балетной труппы Большого театра в Японии
- 2015 — «Классическая симфония», хореография Ю. Посохова — ведущая пара
- 2015 — «Гамлет», постановка Д. Доннеллана и Р. Поклитару — Гамлет
- 2015 — «Герой нашего времени», часть «Тамань», хореография Ю. Посохова — Печорин
- 2015 — «Русские сезоны», балетмейстер А. Ратманский — пара в жёлтом (затем в белом)
- 2016 — «Совсем недолго вместе», на музыку М. Рихтера и Л. ван Бетховена, хореография П. Лайтфута и С. Леон — участник премьеры в Большом театре
- 2016 — «Ундина» Х. В. Хенце, хореография В. Самодурова — Беглец
- 2016 — «Ромео и Джульетта», редакция Ю. Григоровича — Тибальд
- 2016 — «Драгоценности[англ.]», II часть балета на музыку И. Стравинского, хореография Дж. Баланчина — Солист (ведущая пара) / «Рубины»
- 2016 — «Золотой век» Д. Шостаковича, хореография Ю. Григоровича — Борис
- 2016 — «Сильфида», хореография Августа Бурнонвиля, постановка и новая хореография Йохана Кобборга — Джеймс
- 2017 — «Кармен-сюита», хореограф-постановщик Альберто Алонсо — Хозе
- 2017 — «Ромео и Джульетта» в постановке А. Ратманского — Ромео — первый исполнитель в Большом театре
- 2017 — «Нуреев», хореография Ю. Посохова — Нуреев, первый исполнитель
- 2018 — «Артефакт-сюита» на музыку Э. Кроссман-Хехт и И. С. Баха, хореография У. Форсайта — две пары
- 2018 — «Петрушка» И. Стравинского, хореография Э. Клюга — Петрушка
- 2019 — «Дочь фараона» — Лорд Вильсон / Таор
- 2019 — «Зимняя сказка[англ.]» Дж. Тэлбота, хореография К. Уилдона — Флоризель, первый исполнитель в Большом театре (начало II акта)
- 2020 — «Девятый вал» на музыку М. Глинки и Н. Римского-Корсакова, хореография Б. Ариаса (программа «Четыре персонажа в поисках сюжета») — Ведущий солист —  участник мировой премьеры
- 2020 — «Угасание» на музыку Э. Гранадоса, хореография Д. Милева — Ведущий солист —  участник мировой премьеры
- 2021 — «Орландо» на музыку Э. Элгара, Ф. Гласса, Л. Ауэрбах и Е. Кац-Чернин, хореография К. Шпука — Николас Грин
- 2021 — «Чайка» И. Демуцкого, хореография Ю. Посохова — Тригорин
- 2021 — «Мастер и Маргарита» на музыку А. Шнитке и М. Лазара, хореография Э. Клюга — Воланд
- 2022 — «Анюта» на музыку В. Гаврилина, хореография В. Васильева — Студент
- 2022 — «Сделано в Большом» на музыку А. Королёва, хореография А. Пимонова — Солист / ведущая пара —  участник мировой премьеры
- 2022 — «Времена года» на музыку А. Глазунова, хореография А. Белякова — Зима —  участник мировой премьеры
- 2022 — Большое классическое па из балета «Пахита» на музыку Л.Минкуса, хореография М. Петипа, редакция Ю. Бурлаки — Люсьен д’Эрвильи, вариация Люсьена Р. Дриго для балета «Ручей» Л.Минкуса – Л. Делиба
- 2023 — «Анна Каренина» на музыку П. Чайковского, А. Шнитке, Кэта Стивенса (Юсуфа Ислама), хореография Дж. Ноймайера — Вронский
- 2023 — «Пиковая дама» на музыку П. Чайковского – Ю. Красавина, хореография Ю. Посохова — Герман
- 2024 — «Ромео и Джульетта», на музыку С. Прокофьева, хореография Л. Лавровского, постановка М. Лавровского — Ромео
- 2024 — «Буря» на музыку Ю. Красавина, хореография В. Самодурова — Фердинанд
- 2025 — «Конёк-Горбунок» на музыку Р. Щедрина, хореография М. Петрова, режиссёр А. Морозов — Иван — первый исполнитель (мировая премьера)
- 2025 — «Петрушка», хореография М. Фокина, постановка А. Лиепы — Петрушка
- 2025 — «Жар-птица» И. Стравинского, хореография М. Фокина, постановка А. Лиепы — Иван-царевич

## Награды
- 2010 — молодёжный грант независимой премии «Триумф»
- 2012 — приз журнала «Балет» «Душа танца» в номинации «Восходящая звезда»
- 2014 — «Лучший танцовщик 2013 года» по версии итальянского журнала DANZA & DANZA за исполнение партии Принца в балете «Щелкунчик» в хореографии Бена Стивенсона с балетом театра «Эстония» на гастролях в театре Ла Фениче, Венеция, партий Солора и Онегина в спектаклях Большого театра
- 2015 — лауреат национальной театральной премии «Золотая маска» за исполнение партии Петруччо в балете «Укрощение строптивой»
- 2015 — «Танцовщик года» по версии немецкого журнала «Tanz»
- 2018 — приз «Бенуа танца» за исполнение партии Рудольфа Нуреева в балете Юрия Посохова «Нуреев», Большой театр
- 2018 — «Бенуа де ла Данс-Позитано»[4]
- 29 июня 2018 — Заслуженный артист России[2]
- 2022 — лауреат национальной театральной премии «Золотая маска» за лучшую мужскую роль в балете / современном танце — Тригорин — «Чайка», Большой театр[5]

## Санкции
7 января 2023 года, на фоне вторжения России на Украину, внесён в санкционный список Украины против лиц «которые публично призывают к агрессивной войне, оправдывают и признают законной вооруженную агрессию РФ против Украины, временную оккупацию территории Украины». Предполагается блокировка активов на территории страны, приостановка выполнения экономических и финансовых обязательств, прекращение культурных обменов и сотрудничества, лишение украинских госнаград.